# Bodhiria
Bodhiria è l'album in studio di debutto della cantante spagnola Judeline, pubblicato il 25 ottobre 2024 dall'etichetta discografica Interscope Records.

## Descrizione
Il titolo del disco si riferisce a un termine immaginario creato da Judeline per riferirsi al viaggio personale e spirituale che ha vissuto durante il processo di creazione dello stesso progetto. Nella traccia di apertura Bodhitale viene accreditata come artista ospite Angel-a, alter ego impiegato dalla stessa cantante a cui viene anche dedicata la terza traccia, appunto intitolata Angela.

## Tracce
1. Bodhitale (con Angel-a) – 2:28 (Lara Fernández, Pablo Gómez Cano, Pablo López García, Robert Bisel, Andrés de las Heras, Juan Casado Fisac)
2. Inri – 2:25 (Lara Fernández, Pablo López García, Pablo Gómez Cano, Jordi Moreno Márquez, Robert Bisel)
3. Angela – 2:54 (Lara Fernández, Pablo López García, Pablo Gómez Cano, Jorge Muñoz Sánchez, Luis Piles Ayuso, Robert Bisel)
4. Mangata – 3:03 (Lara Fernández, Pablo López García, Pablo Gómez Cano, Andrés de las Heras, Luis Piles Ayuso, Robert Bisel)
5. ¡Brujería! – 2:44 (Lara Fernández, Pablo Gómez Cano, Pablo López García, Jorge Muñoz Sánchez, Jordi Moreno Márquez)
6. Luna roja – 3:17 (Lara Fernández, Pablo Gómez Cano, Pablo López García, Robert Bisel, Jorge Muñoz Sánchez, Luis Piles Ayuso)
7. Joropo – 2:25 (Lara Fernández, Pablo Gómez Cano, Pablo López García, Roberto Gutiérrez Acosta, Javier Fernández Blanco, Andrés de las Heras)
8. 4esquinitas – 1:05 (Lara Fernández, Juan Casado Fisac, Pablo Gómez Cano, Andrés de las Heras)
9. 4 angelitos – 2:37 (Lara Fernández, Andrés de las Heras, Juan Casado Fisac, Pablo Gómez Cano)
10. Heavenly (con rusowsky) – 2:25 (Lara Fernández, Andrés de las Heras, Juan Casado Fisac, Pablo Gómez Cano)
11. Zarcillos de plata – 3:18 (Lara Fernández, Robert Bisel, Pablo López García, Pablo Gómez Cano, Yinka Bankole, Simon Hessman)
12. Es Dios bueno o sólo es poderoso – 2:05 (Lara Fernández, Pablo López García, Pablo Gómez Cano)

## Classifiche
| Classifica (2024) | Posizione massima |
| ----------------- | ----------------- |
| Spagna            | 3                 |